# Ghiacciaio Morning
Il ghiacciaio Morning è un ghiacciaio lungo circa 8 km situato nella regione centro-occidentale della Dipendenza di Ross, nell'Antartide orientale. Il ghiacciaio, il cui punto più alto si trova a circa 2000 m s.l.m., si trova sulla costa di Scott, dove fluisce verso nord partendo dal versante nord-orientale del monte Morning e scorrendo poco a ovest del ghiacciaio Vereyken fino a terminare il proprio corso contro le rocce della cresta Riviera.

## Storia
Il ghiacciaio Morning è stato mappato da membri dello United States Geological Survey (USGS) grazie a fotografie aeree scattate dalla marina militare statunitense (USN) nel periodo 1956-62, e così battezzato nel 1994 dal Comitato consultivo dei nomi antartici in associazione con il vicino monte Morning, che il capitano Robert Falcon Scott aveva così battezzato in onore del Morning un brigantino a palo a vapore che Scott portò in Antartide come nave da supporto per la spedizione Discovery, da lui condotta dal 1904 al 1907.